# 에드가르 바레즈

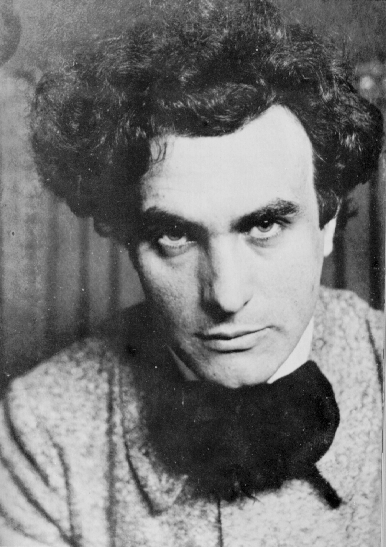
에드가르 바레즈

에드가르 빅토르 아실 샤를 바레즈(프랑스어: Edgard Victor Achille Charles Varèse, 1883년 12월 22일 ~ 1965년 11월 6일)는 프랑스의 작곡가로 미국에서 많은 활동을 하였다.
바레즈는 '전위음악의 아버지'라고 불리는 실험적 작곡가이다. 1885년 12월 22일 파리에서 태어나, 스콜라 칸토룸과 파리 음악원에서 배운 파리 사람이나, 1915년부터 뉴욕에 영주하며 20세기에 있어서 가장 대담한 창의에 넘쳐흐르는 혁신적인 작곡가가 되었다. 현재의 전위음악의 교조라 해도 좋다.
1933년에 니콜라스 슬로니무스키의 지휘로 뉴욕에서 초연된 <이오니제이션(電離)>은 41개의 타악기와 사이렌 2를 위해 작곡되었으며, 세인들은 즉시 '작곡계의 이단자'라고 떠들었다. 당시 미국의 평론가 P. 로젠펠트는 "폭발적인 화음은 불가사의한 리듬과 결부되어, 극단적인 단순화로 발생하는 놀랄 만한 박력은 진정 공간의 물체를 모두 원소로 환원시키는 것 같은 감명을 준다. 높은 음, 심히 거친 음, 저력이 있는 음량은 과학으로는 이해가 안 되며, 다만 감각으로써만 감지할 수 있는 어떤 힘의 진행을 생각하게 하는 바가 있다"고 논평하였다. 또한 레오폴드 스토코프스키는 "그와 같은 자유분방한 작곡가는 오늘날 쇤베르크가 있을 뿐이다. 이 두 작곡가야말로 음악 진전의 전초라고 하겠다"라고 격찬하였다. 스토코프스키의 예언은 적중하였다. 바레즈의 작품수는 적지만 그 영향력은 쇤베르크와 함께 20세기 작곡의 지평선을 암시한 것이다.
<전리(電離)> 이전의 작품으로는 <옥탄들>, <적분(積分)>, <아메리크>가 있고, 이후의 작품으로는 <적도>, <덴시티 21.5>(무반주 플루트 독주곡), <사막>이 있다. 전후에는 전자음악에도 손을 대어 1958년 브뤼셀 세계박람회의 필립스관(館)을 위하여 400개의 스피커를 사용해서 <전자음악의 시곡(詩曲)>을 제작, 화제를 낳았다. 1965년 11월 6일 뉴욕에서 사망하였다.